# کاندلو ۹۰۱۰
سیارک ۹۰۱۰ (به انگلیسی: 9010 Candelo، نامگذاری:1984HM1) نه هزار و دهمین سیارک کشف شده‌است که در ۲۷ آوریل ۱۹۸۴ کشف شد.
قدر مطلق سیارک برابر ۲۳.۴ است.